# Anastasi II (emperador)
Anastasi II (Ἀρτέμιος Ἀναστάσιος Β΄, Artemios Anastasios) fou emperador romà d'Orient del 713 fins al cop d'estat del 715, escollit per aclamació popular. Va acceptar rendir-se a començaments de gener del 716 i fer-se monjo, però tres anys després va encapçalar una revolta que va acabar amb la seva mort el 719.

## Ascens al poder
El seu nom de naixement era Artemi, i fou un dels ministres (protoascretis) de l'emperador Filípic, el qual fou enderrocat i cegat pel traïdor Ruf el mes de juny del 713. És probable que l'objectiu fos inhabilitar per al govern a Filípic i reemplaçar-lo per Jordi Burafe, però els conspiradors aparentment van perdre el control dels esdeveniments: l'endemà, el dia de la Pentecosta, una multitud es va reunir a Santa Sofia i van aclamar Artemi. Artemi era universalment estimat pel seu bon caràcter i era considerat un funcionari prudent i capaç. Seguidament va ser coronat emperador amb el nom d'Anastasi, probablement en honor d'Anastasi I Dicor. Només pujar al tron va castigar Ruf i els seus còmplices aplicant la llei del Talió.
Sense demora, va derogar decisió controvertida de Filípic d'anul·lar el concili ecumènic del 680 (Tercer Concili de Constantinoble), va restaurar el monotelisme i va organitzar el sisè concili ecumènic. Va deposar el patriarca Joan VI (monotelista) i el va substituir per Germà.
Una altra cosa que no va esperar va ser reorganitzar l'exèrcit, deposant els qui no li van semblar de confiança, reemplaçant-los per altres. Va nomenar el jove cap militar Lleó l'Isàuric (després Lleó III Isàuric) com a comandant suprem d'Àsia, encarregat de la lluita contra els lazes i altres nacions del Caucas.

## Invasió àrab
El Califat Omeia amenaçava l'imperi per terra i per mar: el 714 ja havien penetrat fins a Galàcia. Anastasi va provar de restaurar la pau per mitjans diplomàtics, però els seus emissaris van fracassar a Damasc. Mentrestant va emprendre una restauració de les muralles de Constantinoble, va refer la seva flota i va fer evacuar una part de la població perquè els aliments poguessin durar si calia resistir a un llarg setge. El 715 li va arribar la notícia que una flota àrab estava preparada a Lícia però inactiva, ja que acabava de morir el califa al-Walid I, ocasió que Anastasi va aprofitar per iniciar un atac. Va planejar un atac naval a la costa de Síria enviant a Lleó l'Isàuric, mentre Joan, gran tresorer de l'imperi, diaca de Santa Sofia i almirall, anava cap a l'illa de Rodes i entre tots dos havien de destruir les bases navals dels àrabs.
L'expedició de Joan va fracassar i va esclatar un motí als vaixells romans; Joan fou mort pels amotinats. Un recaptador d'impostos, Teodosi, va ser proclamat emperador i es va presentar amb la flota a Constantinoble.

## Deposició
Anastasi havia deixat una forta guarnició a Constantinoble mentre es traslladava a Nicea per assegurar la zona contra els àrabs. A finals del 715 la capital, després de sis mesos de setge, estava a punt de ser ocupada i Teodosi hi va entrar els primers dies de gener del 716. A través de la mediació del patriarca Germà I, Anastasi II, que era a Nicea, va acceptar rendir-se a canvi de salvar la vida i fer-se monjo. Teodosi fou coronat com Teodosi III mentre Anastasi es retirava a un monestir de Tessalònica.

## Retorn i mort
Teodosi III fou enderrocat per Lleó l'Isàuric, que s'havia revoltat en defensa d'Anastasi II, però que el 718 va assolir el poder per a si mateix.
El 719 Anastasi, aprofitant el setge de Constantinoble pels àrabs, va conspirar per recuperar el tron, instigat per Nicetes Xilonites, que esperava comptar amb la cooperació de Tervel (Terbelis o Terbelius en llatí) rei dels búlgars. L'execució del pla es va retardar i fou descobert. Anastasi i Nicetes foren empresonats i executats per ordre de Lleó III.